# Ella Gjømle
Ella Gjømle Berg (geb. Gjømle, * 29. Mai 1979 in Porsgrunn) ist eine ehemalige norwegische Skilangläuferin aus Stathelle in Bamble in der Telemark.

## Karriere
In der Saison 1999/2000 nahm Gjømle das erste Mal an Weltcupwettbewerben teil, konnte aber in dieser Saison noch keine Weltcuppunkte erkämpfen. Dies gelang ihr erst 2003 in Oberhof über die 10 Kilometer klassisch, die als Massenstart ausgetragen wurden. Ein Jahr später gelang ihr der Durchbruch in die Weltspitze, als sie in Stockholm den dritten Platz im Sprintwettbewerb erkämpfen konnte. In dieser Saison gewann sie in Lahti zusammen mit Hilde G. Pedersen den in der klassischen Technik ausgetragenen Team-Sprint. In der folgenden Saison war sie mit Marit Bjørgen ebenfalls im Team-Sprint im schweizerischen Bern erfolgreich. Bei der Nordischen Skiweltmeisterschaft 2005 in Oberstdorf belegte sie den neunten Platz im Sprintwettbewerb.
Ihre erfolgreichste Saison war die Saison 2005/06. So konnte Gjømle in Oberstdorf den Sprintwettbewerb gewinnen und zwei weitere Podiumsplatzierungen verbuchen. Am Ende der Saison belegte sie den zweiten Platz in der Sprintgesamtwertung des Skilanglauf-Weltcups. Bei den Olympischen Winterspielen 2006 in Pragelato verpasste sie zusammen mit Marit Bjørgen knapp eine Medaille im Team-Sprint. Das Duo belegte in der klassischen Technik den vierten Platz. Im Einzel-Sprint wurde Gjømle Sechste.
Zum Auftakt der Saison 2006/07 gewann sie wiederum mit Marit Bjørgen den Team-Sprint in Düsseldorf. Im darauffolgenden Jahr konnte Gjømle nicht an diesem Wettbewerb teilnehmen, da sie kurz zuvor an einer bakteriellen Infektion erkrankt war. Die durch Chlamydien verursachte Erkrankung schränkte ihr Training stark ein, so dass Gjømle erst Anfang 2008 wieder in das Weltcupgeschehen eingreifen konnte.
Ihr letztes Rennen bestritt Gjømle Berg im März 2011 in Lahti und beendete danach ihre Karriere.

## Privates
2019 heiratete Ella Gjømle und nahm den Nachnamen ihres Mannes an. Nach Ende ihrer Sportlerkarriere studierte sie Jura und lebt heute mit ihrer Familie in Oslo. 2016 war sie gemeinsam mit Kristin Størmer Steira eine der Mitbegründerinnen des privaten Langlaufteams Team Telemark in dessen Vorstand sie bis heute aktiv ist.

## Erfolge

### Siege bei Weltcuprennen

#### Weltcupsiege im Einzel
| Nr. | Datum           | Ort        | Disziplin        |
| --- | --------------- | ---------- | ---------------- |
| 1.  | 22. Januar 2006 | Oberstdorf | Sprint klassisch |

#### Weltcupsiege im Team
| Nr. | Datum             | Ort         | Disziplin              |
| --- | ----------------- | ----------- | ---------------------- |
| 1.  | 5. Dezember 2004  | Bern        | Teamsprint Freistil 1  |
| 2.  | 15. Dezember 2004 | Asiago      | Teamsprint klassisch 1 |
| 3.  | 20. November 2005 | Beitostølen | 4 × 5 km Staffel 2     |
| 4.  | 29. Oktober 2006  | Düsseldorf  | Teamsprint Freistil 1  |

### Medaillen bei nationalen Meisterschaften
- 2000: Gold mit der Staffel
- 2001: Gold mit der Staffel
- 2002: Silber mit der Staffel
- 2004: Gold im Sprint, Gold im Teamsprint
- 2005: Gold im Teamsprint, Bronze im Sprint, Bronze mit der Staffel
- 2006: Silber im Sprint, Bronze über 10 km
- 2007: Silber im Teamsprint